# Psicopatia
A psicopatia, às vezes considerada sinônimo de sociopatia, é caracterizada por comportamento antissocial persistente, empatia e remorso prejudicados e traços ousados, desinibidos e egoístas. Diferentes concepções de psicopatia têm sido usadas ao longo da história, que são apenas parcialmente sobrepostas e às vezes podem ser contraditórias.
Hervey M. Cleckley, um psiquiatra americano, influenciou os critérios diagnósticos iniciais para reação/distúrbio de personalidade antissocial no Manual Diagnóstico e Estatístico de Transtornos Mentais (DSM), assim como o psicólogo americano George E. Partridge. O DSM e a Classificação Internacional de Doenças (CID) introduziram posteriormente os diagnósticos de transtorno de personalidade antissocial (TPAS) e transtorno de personalidade dissocial (TPD), respectivamente, afirmando que esses diagnósticos foram referidos (ou incluem o que é referido) como psicopatia ou sociopatia. A criação do TPAS e do TPD foi impulsionada pelo fato de que muitos dos traços clássicos da psicopatia eram impossíveis de medir objetivamente. O psicólogo canadense Robert D. Hare mais tarde repopularizou a construção da psicopatia na criminologia com seu Psychopathy Checklist.
Embora nenhuma organização psiquiátrica ou psicológica tenha sancionado um diagnóstico intitulado "psicopatia", as avaliações de características psicopáticas são amplamente utilizadas em ambientes de justiça criminal em alguns países e podem ter consequências importantes para os indivíduos. O estudo da psicopatia é um ativo campo de pesquisa. O termo também é usado pelo público em geral, imprensa popular e em retratos ficcionais. Embora o termo seja frequentemente empregado no uso comum junto com "louco", "psico" insano e "doente mental", há uma diferença categórica entre psicose e psicopatia.

## História

### Etimologia
A palavra psicopatia é uma junção das palavras gregas psyche (ψυχή; "alma") e pathos (πάθος; "sofrimento, sentimento"). O primeiro uso documentado é de 1847 na Alemanha como psychopatisch, e o substantivo psychopath já era utilizado em 1885. Na medicina, patho- tem um significado mais específico de doença (portanto, patologia significa o estudo da doença desde 1610, e a psicopatologia significou o estudo do transtorno mental em geral desde 1847. Um sentido de "um sujeito de patologia, mórbido, excessivo" é atestado a partir de 1845, incluindo a frase mentiroso patológico de 1891 na literatura médica).
O termo psicopatia inicialmente tinha um significado muito geral referindo-se a todos os tipos de transtornos mentais e aberrações sociais, popularizado a partir de 1891 na Alemanha pelo conceito de "inferioridade psicopática" de Koch (psychopathische Minderwertigkeiten). Alguns dicionários médicos ainda definem psicopatia em sentido estrito e amplo, como o MedlinePlus da Biblioteca Nacional de Medicina dos Estados Unidos. Por outro lado, o Stedman's Medical Dictionary define "psicopata" apenas como uma "designação anterior" para uma pessoa com um tipo antissocial de transtorno de personalidade.
O termo psicose também foi usado na Alemanha a partir de 1841, originalmente em um sentido muito geral. O sufixo -ωσις (-osis) significava neste caso "condição anormal". Este termo ou seu adjetivo psicótico viria a se referir aos distúrbios mentais mais graves e depois especificamente aos estados ou distúrbios mentais caracterizados por alucinações, delírios ou em algum outro sentido marcadamente fora de contato com a realidade.
A gíria psycho (psico) foi atribuído a uma abreviação do adjetivo psychopathic (psicopático) de 1936, e a partir de 1942 como abreviação do substantivo psychopath (psicopata), mas também é usado como abreviação de psicótico ou enlouquecido.
A mídia geralmente usa o termo psicopata para designar qualquer criminoso cujas ofensas são particularmente abomináveis e não naturais, mas esse não é seu significado psiquiátrico original ou geral.

#### Sociopatia
A palavra elemento socio- tem sido comumente usada em palavras compostas desde por volta de 1880. O termo sociopathy pode ter sido introduzido pela primeira vez em 1909 na Alemanha pelo psiquiatra biológico Karl Birnbaum e em 1930 nos EUA pelo psicólogo educacional George E. Partridge, como alternativa ao conceito de psicopatia. Foi usado para indicar que a característica definidora é a violação de normas sociais, ou comportamento antissocial, e pode ser de origem social ou biológica.
O termo é usado de várias maneiras diferentes no uso contemporâneo. Robert Hare afirmou no popular livro de ciência Snakes in Suits que a sociopatia e a psicopatia são frequentemente usadas de forma intercambiável, mas em alguns casos o termo sociopatia é preferido porque é menos provável que a psicopatia seja confundida com psicose, enquanto em outros casos os dois termos pode ser usado com diferentes significados que refletem a visão do usuário sobre suas origens e determinantes. Hare sustentou que o termo sociopatia é preferido por aqueles que vêem as causas como devidas a fatores sociais e ao ambiente inicial, e o termo psicopatiapreferido por aqueles que acreditam que existem fatores psicológicos, biológicos e genéticos envolvidos, além dos fatores ambientais. Hare também fornece suas próprias definições: ele descreve a psicopatia como falta de senso de empatia ou moralidade, mas a sociopatia como diferente da pessoa média apenas no sentido de certo e errado.

### Precursores
Escritos antigos que foram conectados a traços psicopáticos incluem Deuteronômio 21:18-21, que foi escrito por volta de 700 a.C., e uma descrição de um homem sem escrúpulos pelo filósofo grego Teofrasto por volta de 300 a.C.
O conceito de psicopatia foi indiretamente ligado ao trabalho do início do século XIX de Pinel (1801; "mania sem delírio") e Pritchard (1835; "insanidade moral"), embora os historiadores tenham desacreditado amplamente a ideia de uma equivalência direta. A psicopatia originalmente descrevia qualquer doença da mente, mas encontrou sua aplicação a um subconjunto estreito de condições mentais quando foi usada no final do século XIX pelo psiquiatra alemão Julius Koch (1891) para descrever várias disfunções comportamentais e morais na ausência de uma doença mental óbvia ou deficiência intelectual. Ele aplicou o termo inferioridade psicopática (psychopathischen Minderwertigkeiten) a várias condições crônicas e transtornos de caráter, e seu trabalho influenciaria a concepção posterior do transtorno de personalidade.
O termo psicopata passou a ser usado para descrever uma gama diversificada de comportamentos disfuncionais ou antissociais e desvios mentais e sexuais, incluindo na época a homossexualidade. Era frequentemente usado para implicar uma origem "constitucional" ou genética subjacente. Descrições iniciais díspares provavelmente prepararam o cenário para controvérsias modernas sobre a definição de psicopatia.

### Século XX

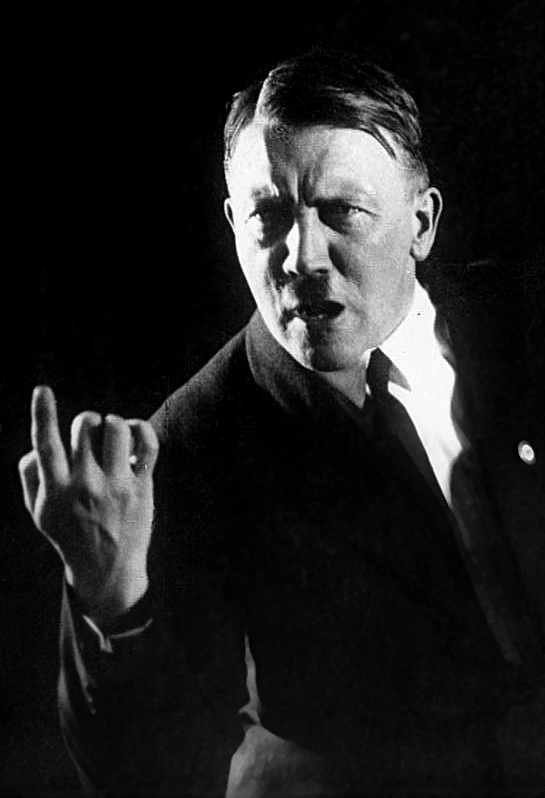
O psicanalista Walter C. Langer descreveu Adolf Hitler como um "psicopata neurótico"

Uma figura influente na formação das conceituações americanas modernas de psicopatia foi o psiquiatra americano Hervey Cleckley. Em sua monografia clássica, The Mask of Sanity (1941), Cleckley baseou-se em uma pequena série de estudos de caso vívidos de pacientes psiquiátricos em um hospital da Administração de Veteranos na Geórgia para fornecer uma descrição da psicopatia. Cleckley usou a metáfora da "máscara" para se referir à tendência dos psicopatas de parecerem confiantes, apresentáveis e bem ajustados em comparação com a maioria dos pacientes psiquiátricos, ao mesmo tempo em que revelam a patologia subjacente por meio de suas ações ao longo do tempo. Cleckley formulou dezesseis critérios para psicopatia. O psiquiatra escocês David Henderson também foi influente na Europa a partir de 1939 no estreitamento do diagnóstico.
A categoria diagnóstica de personalidade sociopática nas primeiras edições do Manual Diagnóstico e Estatístico (MDE) tinha algumas semelhanças importantes com as ideias de Cleckley, embora em 1980, quando renomeado "transtorno de personalidade antissocial", alguns dos pressupostos de personalidade subjacentes tenham sido removidos. Em 1980, o psicólogo canadense Robert D. Hare introduziu uma medida alternativa, a "Psychopathy Checklist" (PCL) baseada em grande parte nos critérios de Cleckley, que foi revisado em 1991 (PCL-R), e é a medida de psicopatia mais utilizada. Existem também vários testes de autorrelatos, com o Inventário de Personalidade Psicopática (IPP) usado com mais frequência entre eles na pesquisa adulta contemporânea.
Indivíduos famosos às vezes são diagnosticados, ainda que à distância, como psicopatas. Como um exemplo de muitos possíveis da história, em uma versão de 1972 de um relatório secreto originalmente preparado para o Escritório de Serviços Estratégicos em 1943, e que pode ter sido destinado a ser usado como propaganda, não médico o psicanalista Walter C. Langer sugeriu que Adolf Hitler era provavelmente um psicopata. No entanto, outros não chegaram a esta conclusão; psicólogo forense clínico Glenn Walters argumenta que as ações de Hitler não justificam um diagnóstico de psicopatia, pois, embora ele tenha apresentado várias características de criminalidade, ele nem sempre foi egocêntrico, insensivelmente desconsiderando sentimentos ou sem controle de impulsos, e não há provas de que ele não pudesse aprender com os erros.

## Definição

### Conceitos
"Psicopatas são predadores sociais que encantam, manipulam,
e abrem seu caminho impiedosamente pela vida, deixando um rastro de
corações partidos, expectativas despedaçadas e carteiras vazias.
Completamente desprovido de consciência e de sentimentos pelos outros,
eles egoisticamente pegam o que querem e fazem o que querem,
violando as normas e expectativas sociais sem o menor sentimento de culpa ou arrependimento."

—Robert D. Hare, 1993, p. xi
Existem múltiplas conceituações de psicopatia, incluindo a psicopatia cleckleiana (a concepção de Hervey Cleckley implicando comportamento ousado, desinibido e "desrespeito irresponsável") e psicopatia criminal (uma concepção mais mesquinha, mais agressiva e desinibida explicitamente implicando comportamento criminoso persistente e às vezes grave). A última conceituação é tipicamente usada como o conceito clínico moderno e avaliada pela Psychopathy Checklist. O rótulo "psicopata" pode ter implicações e estigmas relacionados a decisões sobre a gravidade da punição por atos criminosos, tratamento médico, compromissos civis, etc. Esforços têm sido feitos para esclarecer o significado do termo.
O modelo triárquico sugere que diferentes concepções de psicopatia enfatizam três características observáveis em vários graus. Foram feitas análises quanto à aplicabilidade de instrumentos de medição como o Psychopathy Checklist (PCL, PCL-R) e Psychopathic Personality Inventory (PPI) a este modelo.
- Ousadia. Baixo medo, incluindo tolerância ao estresse, tolerância ao desconhecido e ao perigo, e alta autoconfiança e assertividade social. O PCL-R mede isso relativamente mal e principalmente através da Faceta 1 do Fator 1. Semelhante à dominância destemida do PPI. Pode corresponder a diferenças na amígdala e outros sistemas neurológicos associados ao medo.[1][4]
- Desinibição. Pobre controle de impulso, incluindo problemas com planejamento e previsão, falta de controle de afeto e impulso, demanda por gratificação imediata e restrições comportamentais pobres. Semelhante ao PCL-R Fator 2 e PPI antissocialidade impulsiva. Pode corresponder a deficiências nos sistemas do lobo frontal envolvidos nesse controle.[1][4]
- Mesquinhez. Falta de empatia e vínculos próximos com os outros, desdém por vínculos íntimos, uso de crueldade para ganhar poder, tendências de exploração, desafio à autoridade e busca destrutiva de excitação. O PCL-R em geral está relacionado a isso, mas em particular alguns elementos do Fator 1. Semelhante ao PPI, mas também inclui elementos de subescalas em antissocialidade impulsiva.[1][4]

### Medição
Uma análise inicial e influente de Harris e colegas indicou que uma categoria discreta, ou táxon, pode estar subjacente à psicopatia PCL-R, permitindo que ela seja medida e analisada. No entanto, isso só foi encontrado para os itens do Fator comportamental 2 que eles identificaram, comportamentos problemáticos da criança; comportamento criminoso adulto não apoiou a existência de um táxon. Marcus, John e Edens realizaram mais recentemente uma série de análises estatísticas sobre as pontuações do PPI e concluíram que a psicopatia pode ser melhor conceituada como tendo uma "estrutura latente dimensional" como a depressão.
Marcus et al. repetiram o estudo em uma amostra maior de presos, usando o PCL-R e buscando descartar outras questões experimentais ou estatísticas que possam ter produzido os achados anteriormente diferentes. Eles novamente descobriram que as medidas de psicopatia não parecem identificar um tipo discreto (um táxon). Eles sugerem que, embora para fins legais ou outros propósitos práticos, um ponto de corte arbitrário nas pontuações de traços possa ser usado, na verdade não há evidência científica clara para um ponto objetivo de diferença pelo qual rotular algumas pessoas de "psicopatas"; em outras palavras, um "psicopata" pode ser descrito com mais precisão como alguém que é "relativamente psicopata".
O PCL-R foi desenvolvido para pesquisa, não para diagnóstico clínico forense, e mesmo para fins de pesquisa para melhorar a compreensão das questões subjacentes, é necessário examinar dimensões da personalidade em geral e não apenas uma constelação de traços.

### Dimensões da personalidade
Estudos associaram a psicopatia a dimensões alternativas, como antagonismo (alto), consciência (baixo) e ansiedade (baixo).
A psicopatia também tem sido associada ao alto psicoticismo – uma dimensão teorizada referente a tendências duras, agressivas ou hostis. Aspectos disso que aparecem associados à psicopatia são a falta de socialização e responsabilidade, impulsividade, busca de sensações (em alguns casos) e agressão.
Otto Kernberg, a partir de uma perspectiva psicanalítica particular, acreditava que a psicopatia deveria ser considerada como parte de um espectro de narcisismo patológico, que variaria de personalidade narcisista na extremidade inferior, narcisismo maligno no meio e psicopatia no extremo superior.
Psicopatia, narcisismo e maquiavelismo, três traços de personalidade que juntos são chamados de tríade sombria, compartilham certas características, como um estilo interpessoal insensível-manipulativo. A tétrade obscura refere-se a esses traços com a adição de sadismo.

### Crítica às concepções atuais
As concepções atuais de psicopatia têm sido criticadas por serem mal conceituadas, altamente subjetivas e abrangerem uma ampla variedade de transtornos subjacentes. Dorothy Otnow Lewis escreveu:
O conceito e a posterior reificação do diagnóstico "psicopatia" tem, na opinião deste autor, dificultado a compreensão da criminalidade e da violência. [...] Segundo Hare, em muitos casos não é preciso nem conhecer o paciente. Basta vasculhar seus registros para determinar quais itens pareciam se encaixar. Absurdo. Para a mente deste escritor, psicopatia e seus sinônimos (por exemplo, sociopatia e personalidade anti-social) são diagnósticos preguiçosos. Ao longo dos anos, a equipe dos autores viu dezenas de infratores que, antes da avaliação pelos autores, foram descartados como psicopatas ou similares. Avaliações psiquiátricas, neurológicas e neuropsicológicas detalhadas e abrangentes revelaram uma infinidade de sinais, sintomas e comportamentos indicativos de transtornos como transtorno bipolar do humor, esquizofreniadistúrbios do espectro, convulsões parciais complexas, transtorno dissociativo de identidade, parassonia e, é claro, dano/disfunção cerebral.
Metade da Psychopathy Checklist de Hare consiste em sintomas de mania, hipomania e disfunção do lobo frontal, o que frequentemente resulta em distúrbios subjacentes sendo descartados. A concepção de psicopatia de Hare também foi criticada por ser reducionista, desdenhosa, tautológica e ignorante do contexto, bem como da natureza dinâmica do comportamento humano. Alguns pediram a rejeição total do conceito, devido à sua natureza vaga, subjetiva e crítica que o torna propenso ao uso indevido.
Indivíduos psicopatas não demonstram arrependimento ou remorso. Isso foi pensado para ser devido a uma incapacidade de gerar essa emoção em resposta a resultados negativos. No entanto, em 2016, pessoas com transtorno de personalidade antissocial e transtorno de personalidade dissocial experimentaram arrependimento, mas não usaram o arrependimento para orientar sua escolha de comportamento. Não houve falta de arrependimento, mas um problema para pensar em uma série de ações potenciais e estimar os valores dos resultados.

## Diagnóstico

### Ferramentas

#### Psychopathy Checklist
A psicopatia é mais comumente avaliada com o Psychopathy Checklist, Revised (PCL-R), criado por Robert D. Hare com base nos critérios de Cleckley da década de 1940, conceitos criminológicos como os de William e Joan McCord, e sua própria pesquisa sobre criminosos e encarcerados infratores no Canadá. O PCL-R é amplamente utilizado e é referido por alguns como o "padrão-ouro" para avaliar a psicopatia. No entanto, existem inúmeras críticas ao PCL-R como uma ferramenta teórica e em uso no mundo real.

#### Psychopathic Personality Inventory
Ao contrário do PCL, o Psychopathic Personality Inventory (PPI) foi desenvolvido para indexar de forma abrangente os traços de personalidade sem se referir explicitamente aos próprios comportamentos antissociais ou criminosos. É uma escala de autorrelato que foi desenvolvida originalmente para amostras não clínicas (por exemplo, estudantes universitários) em vez de para prisioneiros, embora possa ser usada com estes últimos. Foi revisado em 2005 para se tornar o PPI-R e agora é composto por 154 itens organizados em oito subescalas. Descobriu-se que as pontuações dos itens se agrupam em dois fatores abrangentes e amplamente separados (ao contrário dos fatores PCL-R), "Dominância Destemida" e "Antissocialidade Impulsiva", além de um terceiro fator, "Coração Frio", que depende amplamente das pontuações dos outros dois. O fator 1 está associado à eficácia social, enquanto o fator 2 está associado a tendências desadaptativas. Uma pessoa pode pontuar em diferentes níveis nos diferentes fatores, mas a pontuação geral indica a extensão da personalidade psicopática.

#### Triarchic Psychopathy Measure
A Triarchic Psychopathy Measure, também conhecida como TriPM, é uma avaliação de autorrelato de 58 itens que mede a psicopatia dentro dos três traços identificados no modelo triárquico: ousadia, maldade e desinibição. Cada traço é medido em subescalas separadas e somado, resultando em uma pontuação total de psicopatia.
O TriPM inclui vários componentes de outras medidas para avaliar a psicopatia, incluindo padrões de mesquinhez e desinibição dentro da personalidade psicopática. No entanto, existem diferentes abordagens na mensuração do construto ousadia. A construção de ousadia é usada para destacar as implicações sociais e interpessoais da personalidade psicopática.

#### DSM e ICD
Existem atualmente dois sistemas amplamente estabelecidos para classificar os transtornos mentais – a Classificação Internacional de Doenças (CID) produzida pela Organização Mundial da Saúde (OMS) e o Manual Diagnóstico e Estatístico de Transtornos Mentais (MDE) produzido pela Associação Americana de Psiquiatria (APA).
Ambos os manuais afirmaram que seus diagnósticos foram referidos, ou incluem o que é referido, como psicopatia ou sociopatia, embora nenhum manual de diagnóstico tenha incluído um transtorno oficialmente intitulado como tal.

#### Outras ferramentas
Existem alguns testes de personalidade tradicionais que contêm subescalas relacionadas à psicopatia, embora avaliem tendências relativamente inespecíficas para o comportamento antissocial ou criminoso. Estes incluem o Minnesota Multiphasic Personality Inventory (escala de Desvio Psicopático), o California Psychological Inventory (escala de Socialização) e a escala de Transtorno de Personalidade Antissocial do Millon Clinical Multiaxial Inventory. Há também a Levenson Self-Report Psychopathy Scale (LSRP) e a Hare Self-Report Psychopathy Scale (HSRP), mas em termos de testes de autorrelato, o PPI/PPI-R tornou-se mais usado do que qualquer um deles na pesquisa moderna de psicopatia em adultos.

### Comorbidade
Estudos sugerem forte comorbidade entre psicopatia e transtorno de personalidade antissocial. Entre vários estudos, correlações positivas também foram relatadas entre psicopatia e transtornos de personalidade histriônica, narcisista, borderline, paranoide e esquizoide, pânico e transtornos obsessivo-compulsivos, mas não transtornos neuróticos em geral, esquizofrenia ou depressão.

Sabe-se que o transtorno do déficit de atenção e hiperatividade (TDAH) é altamente comórbido com transtorno de conduta (um precursor teorizado do TPAS) e também pode ocorrer concomitantemente com tendências psicopáticas. Isso pode ser explicado em parte por déficits na função executiva. A psicopatia também está associada a transtornos por uso de substâncias.
Tem sido sugerido que a psicopatia pode ser comórbida com várias outras condições além dessas, mas trabalhos limitados sobre comorbidade foram realizados. Isso pode ser em parte devido às dificuldades em utilizar grupos de pacientes internados de determinadas instituições para avaliar a comorbidade, devido à probabilidade de algum viés na seleção da amostra.

### Diferenças de sexo
A pesquisa sobre psicopatia tem sido feita em grande parte em homens e o PCL-R foi desenvolvido usando principalmente amostras criminais masculinas, levantando a questão de quão bem os resultados se aplicam às mulheres. Os homens pontuam mais do que as mulheres tanto no PCL-R quanto no PPI e em ambas as escalas principais. As diferenças tendem a ser um pouco maiores na escala interpessoal-afetiva do que na escala antissocial. A maioria, mas nem todos os estudos encontraram uma estrutura fatorial amplamente semelhante para homens e mulheres.
Muitas associações com outros traços de personalidade são semelhantes, embora em um estudo o fator antissocial estivesse mais fortemente relacionado com a impulsividade nos homens e mais fortemente relacionado com a abertura à experiência nas mulheres. Tem sido sugerido que a psicopatia nos homens se manifesta mais como um padrão antissocial, enquanto nas mulheres se manifesta mais como um padrão histriônico. Estudos sobre isso mostraram resultados mistos. Os escores PCL-R podem ser um pouco menos preditivos de violência e reincidência em mulheres. Por outro lado, a psicopatia pode ter uma relação mais forte com o suicídio e possivelmente com sintomas internalizantes em mulheres. Uma sugestão é que a psicopatia se manifesta mais como comportamentos externalizantes nos homens e mais como comportamentos internalizantes nas mulheres. Além disso, um estudo sugeriu que diferenças substanciais de gênero foram encontradas na etiologia da psicopatia. Para as meninas, 75% da variação em severos traços de insensibilidade e falta de emoção foi atribuível a fatores ambientais e apenas 0% da variação foi atribuível a fatores genéticos. Nos meninos, a ligação foi invertida.
Estudos também descobriram que as mulheres na prisão têm uma pontuação significativamente menor em psicopatia do que os homens, com um estudo relatando que apenas 11% das mulheres violentas na prisão preencheram os critérios de psicopatia em comparação com 31% dos homens violentos. Outros estudos também indicaram que mulheres altamente psicopatas são raras em ambientes forenses.

## Tratamento
As formas mais comuns de medicamentos utilizados em pacientes de transtornos de personalidade são os neurolépticos, antidepressivos, lítio, benzodiazepínicos, anticonvulsivantes e psicoestimulantes. Porém tratamentos medicamentosos revelaram ser ineficazes no tratamento de psicopatia, todavia, poucos estudos foram realizados adequadamente. Mesmo com poucos testes, sais de lítio são usados frequentemente no tratamento de pacientes psicopatas, pois podem levar a uma redução nos comportamentos impulsivos, explosivos e na instabilidade emocional. Seus principais efeitos colaterais são sedação, tremores e problemas motores.
Há indicativos de que a terapia cognitivo-comportamental possa ser um método eficaz no tratamento de transtornos de personalidade antissocial. A American Psychiatric Association considera a terapia analítico-comportamental como o tratamento de regulacão afetiva mais eficaz e empiricamente suportado para transtornos de personalidade.
Psicoterapias com pacientes com personalidade violenta em liberdade condicional reduziram os índices de reincidência para 20 e 33% comparado com 40 a 52% dos grupos controles. Os autores concluem que a personalidade dos pacientes não mudou, porém eles aprenderam a controlar melhor seus impulsos e pensarem mais nas consequências de seus atos.